# Bob Daenen
Bob Daenen (Leuven, 1942) is een Belgisch ontwerper. Daenen studeerde design aan de Akademie  Industriële Vormgeving Eindhoven, de tegenwoordige Design Academy Eindhoven.
Hij startte in 1965 als zelfstandig grafisch ontwerper, maar begon in 1966 bij Tupperware. In 2002 werd Daenen vicepresident innovatie van Tupperware internationaal. In totaal verwierf hij met zijn ontwerpen meer dan 260 octrooien. In 2004 ging Daenen op pensioen waarna hij zich meer op zijn verschillende creatieve activiteiten (schilderen, schrijven, fotografie en vrije vormgeving) kon toeleggen.

## Eerbetuigingen
- In 2002 werd het hoofdkwartier van Tupperware in Orlando herdoopt tot Bob Daenen Design Center.[3]
- In 2003 ontving hij de Henry van de Velde Award een prijs uitgereikt door Design Vlaanderen, voor zijn carrière als designer.